# 巴烏拉似折尾蝦
巴烏拉似折尾蝦（学名：Uroptychodes barunae）为劣柱蝦科似折尾蝦屬下的一个种。